# سبک معماری ملکه آن

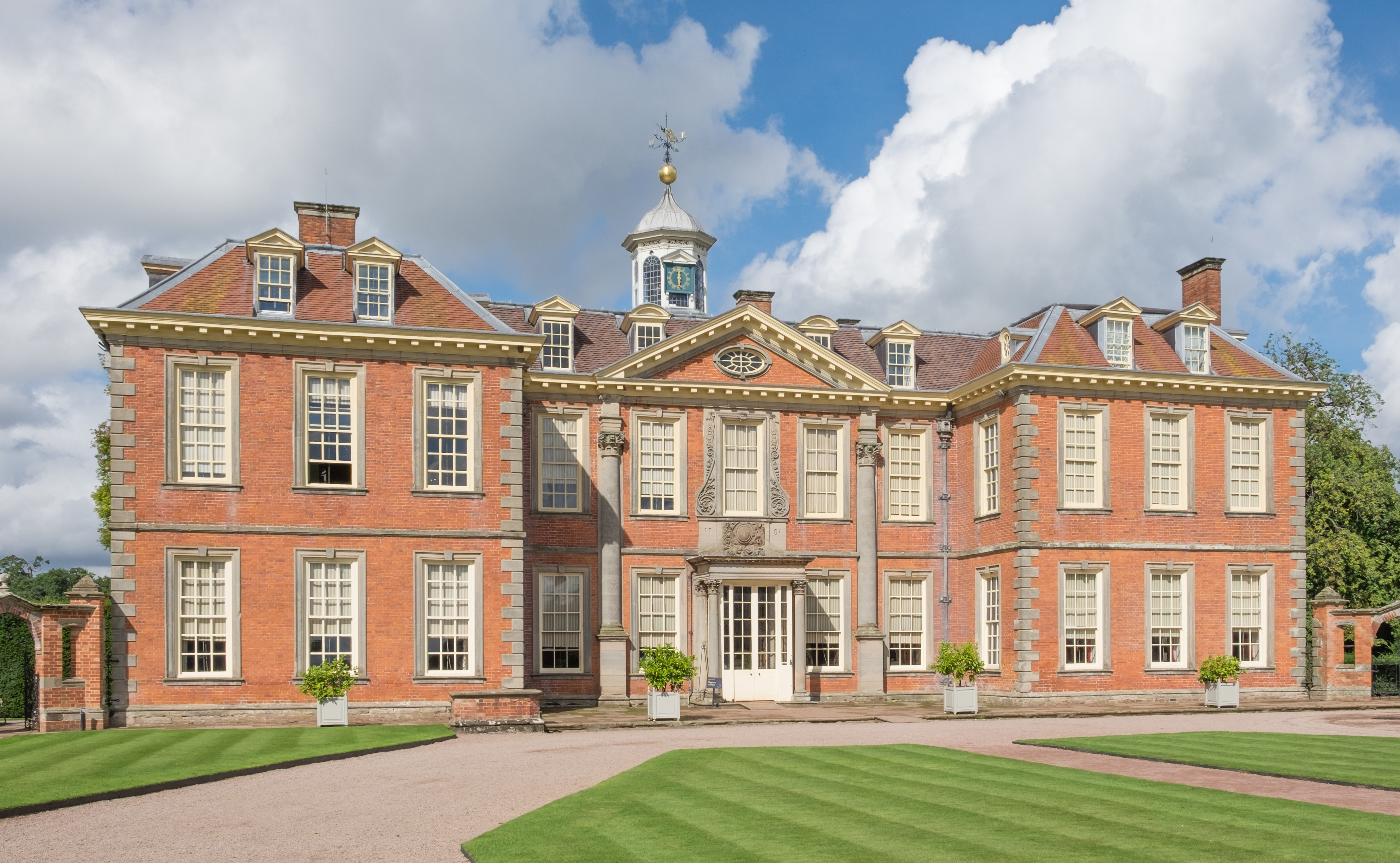
هانبری هال، ۲۰۱۶ میلادی، معماری اجراشده در سبک ملکه آن

سبک معماری ملکه آن (انگلیسی: Queen Anne style architecture) سبک معماری انگلیسی است که تا حدودی در راستای تلفیق با باروک انگلیسی و در زمان سلطنت ملکه آن که از ۱۷۰۲ تا ۱۷۱۴ سلطنت کرد شکل گرفت. این سبک با فرم‌های احیا شده‌ای در طی ربع قرن آنتهایی سده ۱۹ و دهه‌های اولیه سده ۲۰ محبوب شد که به فرم احیای ملکه آن در آن مقطع شهره گشت. در دیگر مناطق انگلیسی‌زبان جهان، سبک معماری ملکه آن، به سبک‌های کاملاً متفاوتی اشاره دارد.

## نگارخانه

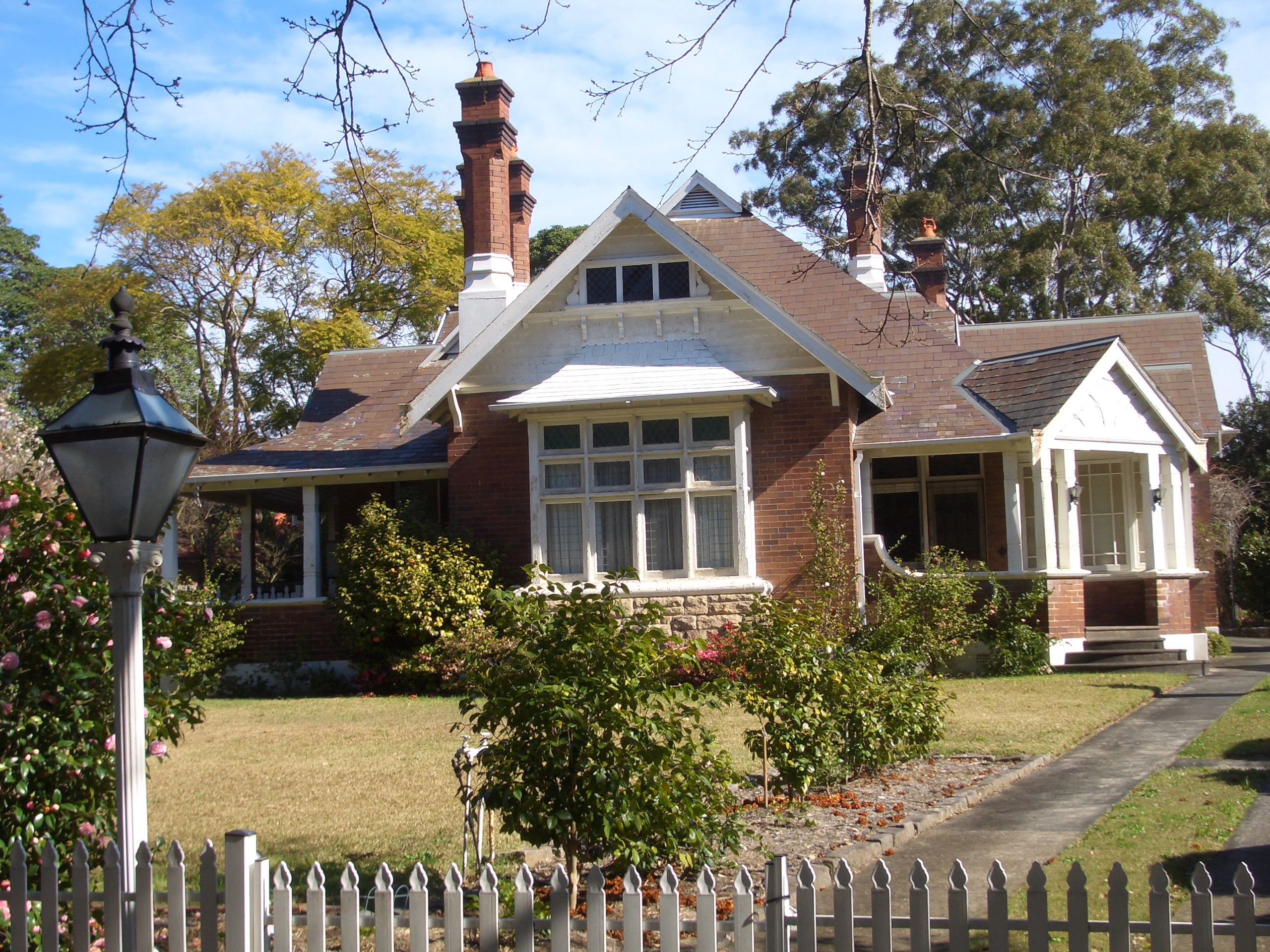
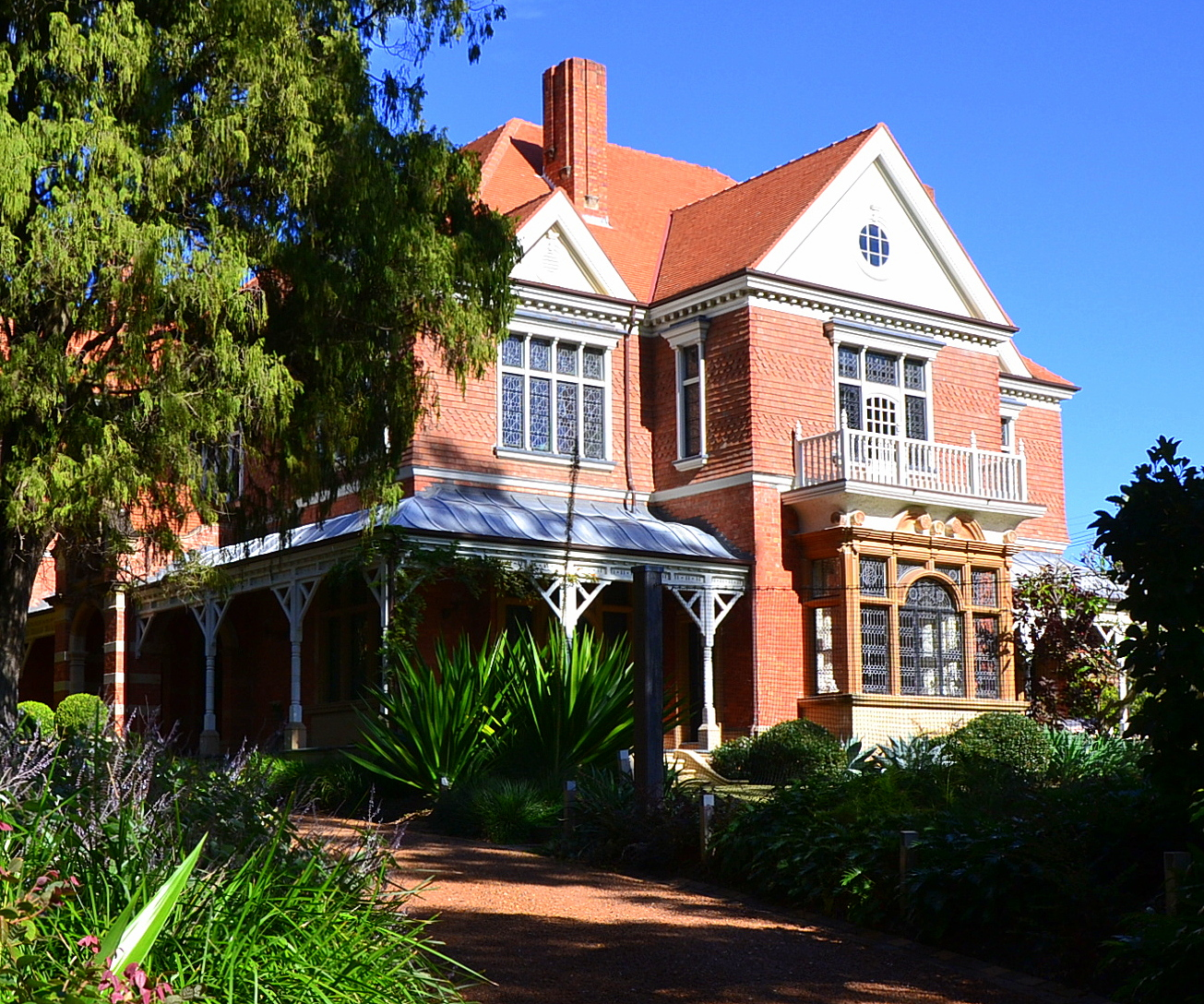
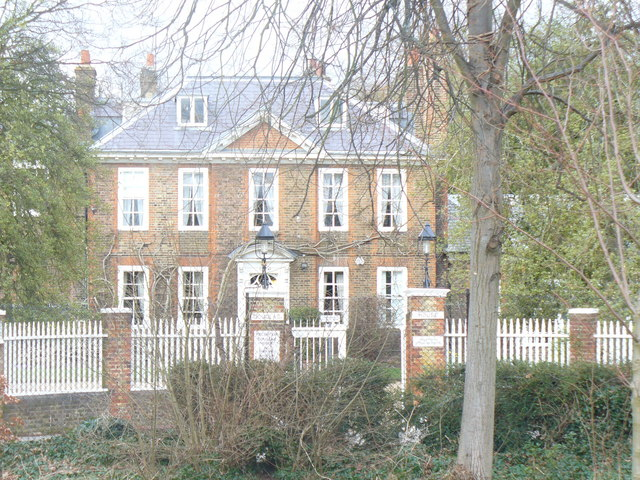
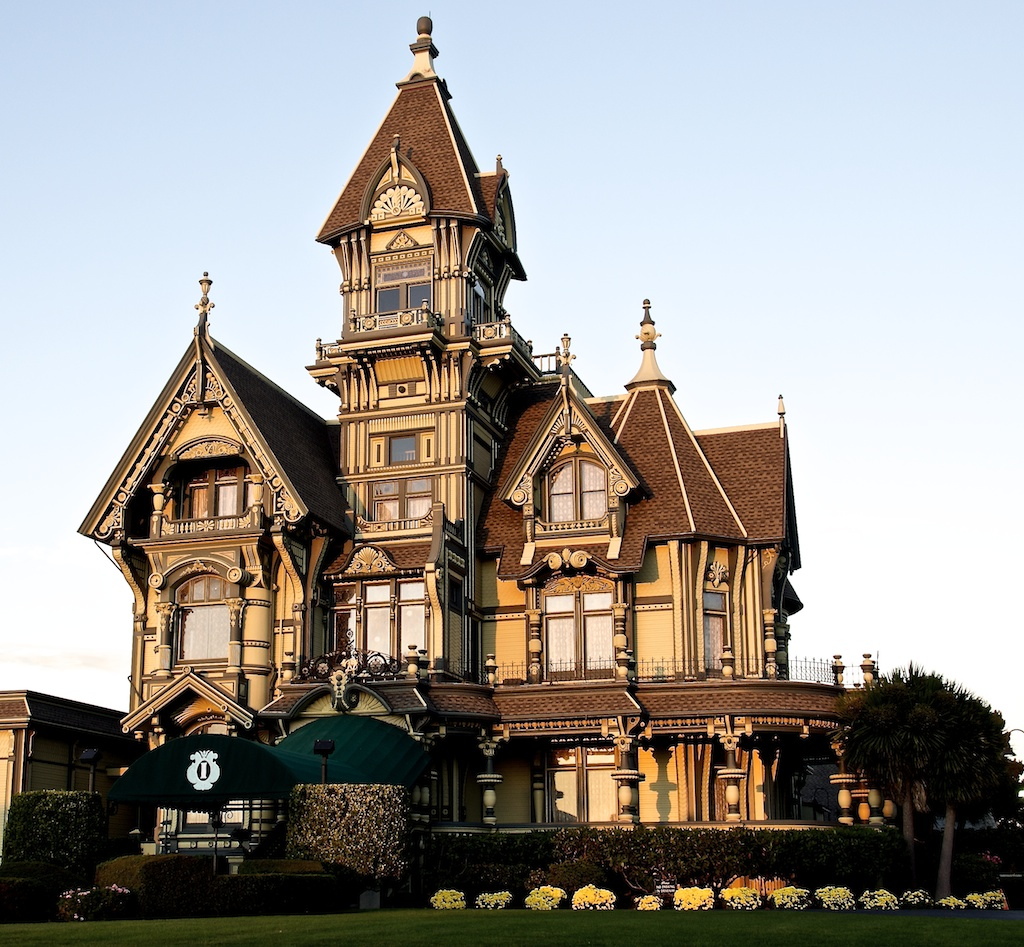
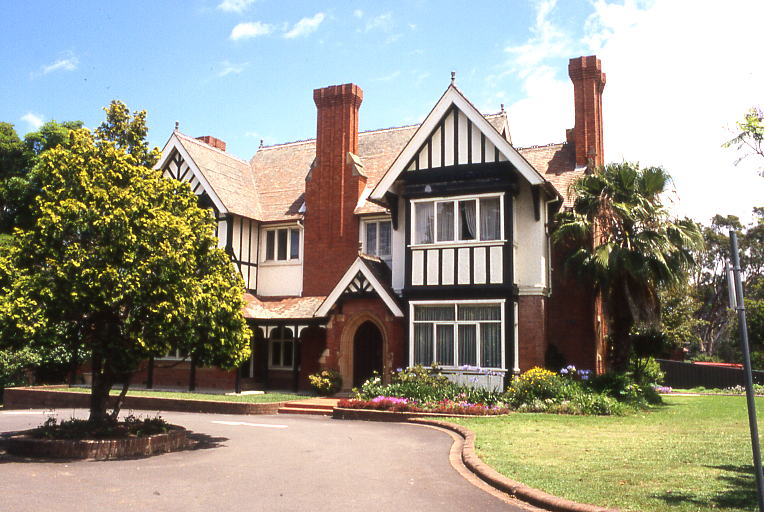
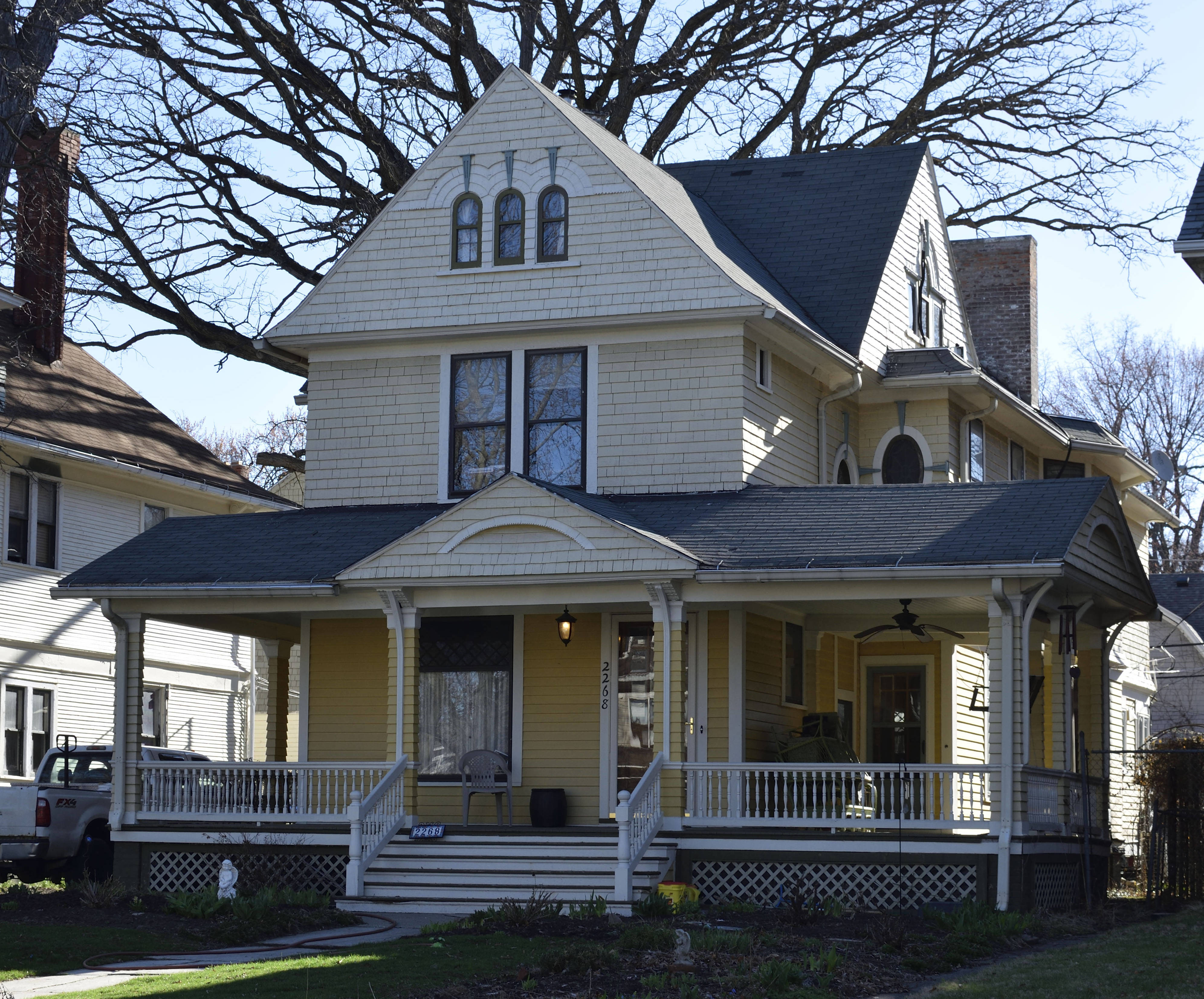